# Сэни
Сэни (тиб. ནགསེར་རྙེད་ཆུས།།, Вайли: gser rnyed chus, кит. упр. 色尼区, пиньинь Sèní qū) — район городского подчинения в городском округе Нагчу Тибетского автономного района КНР.

## Климат
Климат уезда холодный и резко континентальный из-за высокогорного расположения. Средняя температура января составляет −13,9 °C, июля — +9 °C. Среднегодовая температура составляет −1,9 °C. Осадков за год в среднем выпадает в районе 100—200 мм в год.

## История
В 1959 году был создан уезд Хэйхэ (黑河县, «Чёрная река»). В 1965 году название уезда было переведено с китайского на тибетский, и он стал называться Нагчу (那曲县).
Постановлением Госсовета КНР от 18 июля 2017 года округ Нагчу был преобразован в городской округ; при этом уезд Нагчу был расформирован, а вместо него был создан район городского подчинения Сэни.

## Административное деление
Район делится на 3 посёлка и 9 волостей:
- Посёлок Нагчу (那曲镇)
- Посёлок Лома (罗玛镇)
- Посёлок Гулу (古路镇)

- Волость Сянмао (香茂乡)
- Волость Янцзи (羊吉乡)
- Волость Намаце (那玛切乡)
- Волость Кунма (孔玛乡)
- Волость Дацянь (达前乡)
- Волость Нима (尼玛乡)
- Волость Сэсюн (色雄乡)
- Волость Ломай (罗麦乡)
- Волость Юця (优恰乡)

## Экономика
В декабре 2022 года в районе Сэни была введена в эксплуатацию крупнейшая в Тибете солнечная электростанция China Huadian Corporation.

## Транспорт

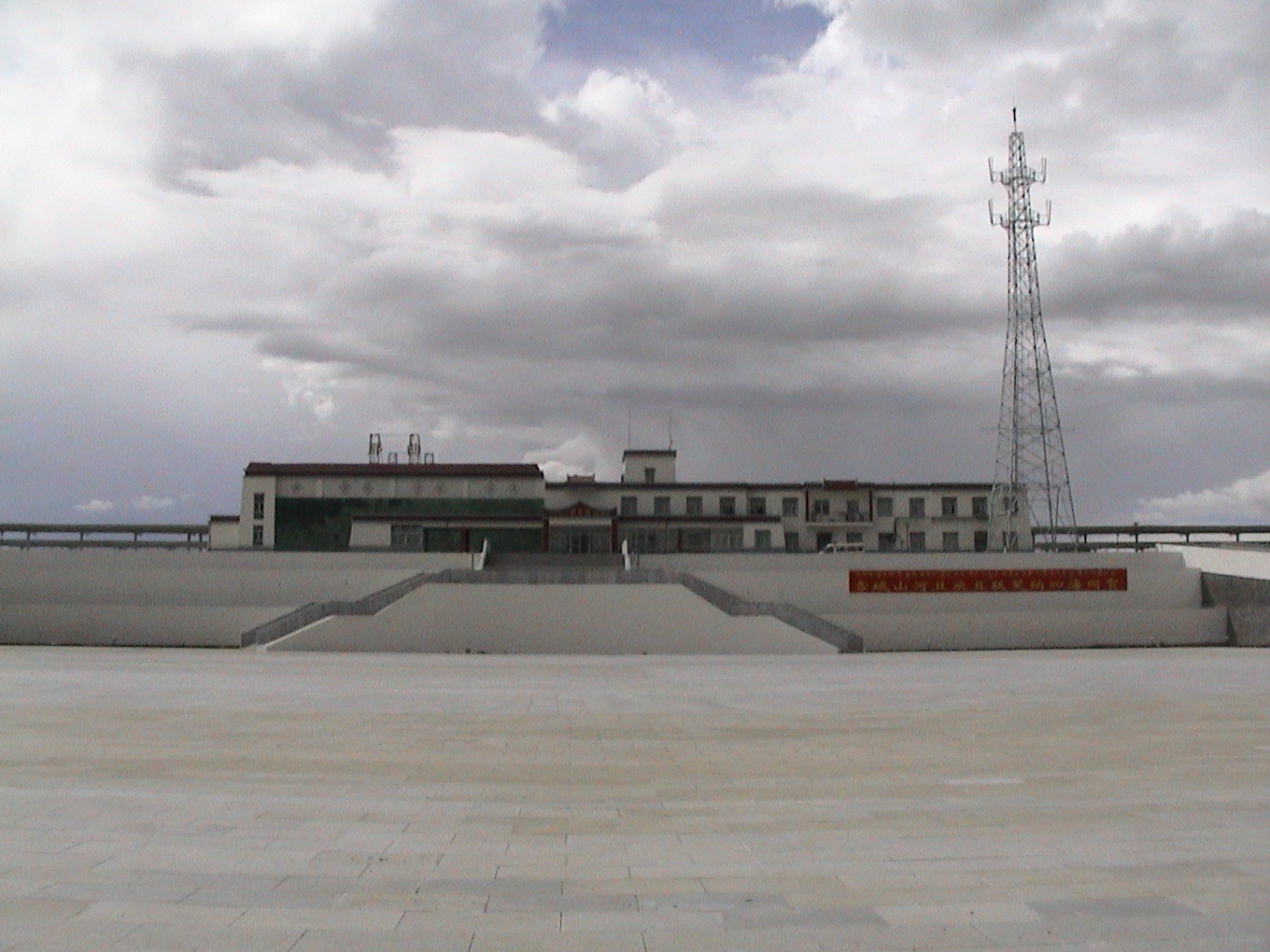
Железнодорожная станция Нагчу

Посёлок Нагчу является железнодорожной станцией на Цинхай-Тибетской железной дороге и транзитным пунктом на республиканской трассе Годао 109 (Пекин — Лхаса). На восток от Нагчу уходит дорога до города Чэнду — республиканская трасса Годао 317 (Сычуань — Тибет) протяжённостью 2043 км.